# Леон Фуко
Жан Бернар Леон Фуко (фр. Jean Bernard Léon Foucault; Париз, 18. септембар 1819 — Париз, 11. фебруар 1868) је био француски физичар који је с Арманом Физоом измерио брзину светлости 1850. упоредивши брзине у вакууму, ваздуху и различитим провидним срединама. Огледом с клатном (Фукоово клатно) доказао је ротацију Земље. Овај чувени експеримент извео је са клатном обешеним о куполу Пантенона. Пронашао је жироскоп, усавршио телескоп препоручивши употребу параболичних огледала са посребреним стаклом. Такође је открио вртложно-вихорне струје у металним масама (Фукоове струје). Изумео је жироскоп и поларизатор. Пронашао је методу израде огледала за телескопе. Усавршио дагеротипију (претечу фотографије). Његово име налази се на списку 72 научника угравираних на Ајфеловом торњу.

## Животопис
Фуко је био син паришког издавача. Прво је студирао медицину, али ускоро се пребацује на физичке науке. После завршених студија почиње да ради као асистент на предавањима о микроскопији и хистологији. Покушавао је да побољша фотографске процесе Луја Дагера. Заједно с Иполитом Физоом испитивао је различите особине Сунчевог светла, а заједно су 1849. израчунали брзину светлости уз помоћ апарата с брзоротирајућим кугличним лежајем (Фуко–Физоов апарат). Њихова мерења показала су између осталог да је брзина светлости мања у води него у ваздуху, а допринела су истраживањима и теоријама о природи светлости.
Леон Фуко постаје познат широј јавности када је 1851. поставио клатно на Пантеон у Паризу и тако демонстрирао да Земља ротира један круг око своје осе током једног дана. Касније је конструисао и дао назив апарату жироскопу, који је користио у својим експериментима о ротацији Земље.
Године 1855, почиње да ради као физичар при астрономској опсерваторији у Паризу и тада развија побољшане методе за конструкцију и оптичка мерења квалитете огледала у телескопима. Исте године додијељена му је медаља британског Краљевског друштва за његова научна достигнућа. Касније постаје и њихов члан.
Уз помоћ ротирајућих огледала која је конструисао Чарлс Витстон, Фуко врши нова мерења брзине светлости и добија вредност која одступа мање од једног постотка од данашње вредности брзине светлости.
Фуко је дао свој научни допринос магнетизму и електрицитету када је 1855. открио да ротирајућа бакарна плоча у магнетном пољу успорава ротацију и гре се, а што је последица електричних струјања у плочи. Побољшао је такође и регулаторе брзине за парне машине и при генерисању електричног светла.
Умро је 1868. године, вероватно од последица мултипле склерозе, а сахрањен је на гробљу Монмартр у Паризу.

## Доприноси

### Фукоово клатно
Фукоово клатно је један од најпознатијих физичких експеримената који живописно доказује да се Земља врти око своје осе, а први је изградио физичар Леон Фуко 1851. Прво Фукоово клатно се састојало од 28 килограма тешке оловне кугле обложене месингом, обешене на нит која је била дуга 67 метара (период њихања је износио 17 секунди), унутар куполе Пантеона у Паризу. На доњем крају кугле налазила се писаљка која је писала трагове њихала на плочи посутој песком. Из закрета трагова утврђено је да се закреће раван њихала као последица вртње Земље око своје осе. На земљописној ширини у Паризу, предвиђен и посматран помак био је око 11 ° (у смеру казаљке на сату) на сат, тако да је требало 32,7 сати да Фукоово клатно направи пуни круг. Фукоова клатна сада се њишу по музејима по целом свету. И зграда УН-а (Уједињени народи) у Њујорку постоји једно Фукоово клатно. На Северном или Јужном полу би раван њихања направила пуни круг за 24 сата, на 45° земљописне ширине за око 34 сати, а на екватору би мировала.

### Фукоове или вртложне струје
Фукоове струје су електричне струје велике јачине, које настају у унутрашњости металних проводника подвргнутих деловању променљивога магнетнога поља. Због тога што теку у затвореним кривама налик вртлозима, називају се и вртложне струје. У електричним машинама (електрични генератор, трансформатор) оне су непожељне јер загреавају металну арматуру, што је двоструко штетно: изазивају губитак енергије и повишење радне температуре машина. Како би се Фукоове струје смањиле или ослабиле, метални се делови електричних машина израђују од танких ламела или лимова (0,3 до 5,5 mm дебљине) међусобно раздвојених изолатором (слојем лака или танкога папира). Фукоове струје се могу корисно употријебити (код индукционих пећи, електродинамичких пригушивача, електромагнетних кочница на возилима и друго).

### Жироскоп
Жироскоп (грч. γῦρος: круг или γυρός: округао, заобљен) је мерни инструмент којему је главни део зврк. Зврк су познавали већ стари Кинези. Математичке основе теорије зврка дао је први Леонард Ојлер 1765. Леон Фуко је конструисао 1851. године справу која му је служила за приказивање чињенице да Земља делује као зврк, и назвао је жироскопом. Жироскопи који се употребљавају у различитим уређајима имају зврк што ротира великом брзином, каткад и више од 20 000 о/мин; за погон најчешће служе асинкрони електромотори којима је ротор део зврка, а каткад се зврк погони и пнеуматички.